# Eldar Riazanow
Eldar Aleksandrowicz Riazanow (ros. Эльдар Александрович Рязанов; ur. 18 listopada 1927 w Kujbyszewie, zm. 29 listopada 2015 w Moskwie) – rosyjski reżyser, twórca popularnych komedii i melodramatów, scenarzysta, aktor, dramaturg, poeta, Ludowy Artysta ZSRR (1984).

## Życiorys
Eldar Riazanow urodził się w 1927 roku w Samarze. Był synem urzędnika Aleksandra Siemionowicza Riazanowa.
W 1950 ukończył moskiewski Wszechrosyjski Państwowy Uniwersytet Kinematografii im. S.A. Gierasimowa. W latach 1950–1955 pracował w kronice filmowej i realizował filmy dokumentalne.
W 1956 roku wyreżyserował pierwszy film fabularny pt. Noc karnawałowa, od którego zaczęła się rozwijać jego kariera. Od 1955 roku został pracownikiem studia „Mosfilm”. Odkrył wiele nowych twarzy dla filmu. W Nocy karnawałowej zadebiutowała w głównej roli Ludmiła Gurczenko. W popularnej komedii muzycznej Ballada huzarska z 1962 po raz pierwszy wystąpiła Łarisa Gołubkina. Złodziej samochodów (1966) był główną rolą Innokientija Smoktunowskiego. Ironia losu (1975), w Polsce rozpowszechniana pod tytułem „Szczęśliwego Nowego Roku” przyniosła Barbarze Brylskiej dużą popularność w Związku Radzieckim, a film regularnie był emitowany w telewizjach krajów poradzieckich aż do początku XXI wieku.
Duże sukcesy frekwencyjne odnosiły także jego kolejne filmy, w tym Romans biurowy (1977), Garaż (1979), Dworzec dla dwojga (1982), Gorzki romans (1984) i Zapomniana melodia na flet (1987). Riazanow jako jeden z nielicznych pozostał czynnym artystą po rozpadzie ZSRR, nakręcił wówczas m.in. Niebiosa obiecane (1991), Wróżba (1993), Cześć, pajace! (1996), Stare klacze (2000), Klucz od sypialni (2003), Andersen. Fantazje na temat (2006).
W 2007 imieniem Eldara Riazanowa nazwano samolot typu Boeing 737 rosyjskich linii lotniczych KD Avia (rej. VP-BJX). Został on złomowany w 2010.
W ostatnich latach ciężko chorował, w ostatnich miesiącach wielokrotnie hospitalizowany. Zmarł 29 listopada 2015 roku.
Pochowany na Cmentarzu Nowodziewiczym w Moskwie.

## Odznaczenia i nagrody
- Order „Za zasługi dla Ojczyzny” II klasy (2008, Rosja)
- Order „Za zasługi dla Ojczyzny” III klasy (1996, Rosja)
- Order Czerwonego Sztandaru Pracy – dwukrotnie (1969, 1977 ZSRR)
- Order Przyjaźni Narodów (1987, ZSRR)
- Ludowy Artysta ZSRR (1984)
- Nagroda Państwowa ZSRR (1977)
- Nagroda Państwowa RFSRR im. braci Wasiljewych (1979, ZSRR)
- Kawaler Orderu Sztuki i Literatury (Francja)
- Order Honoru (2008, Gruzja)